# 아이디 (가수)
아이디(본명: 남유진, 1995년 12월 8일~)는 대한민국의 여성 알앤비 싱어송라이터 뮤지션이다.

## 음반 목록

### 정규 음반
- Mix B [2017]

### 싱글
- "Sign" [2016]
- "외롭지 않아" [2016]
- "CHAPTER 21" [2017]
- "Tomorrowland" [2017]
- "Luv Highway" [2018]
- "Sign (Japanese Ver.)" [2018]
- "RED" [2018]
- "coll[a]ction (Japan album)" [2018]
- "Caffeine" [2018]

## 방송
- JTBC 믹스나인 (준우승 - 개인 최종 5위) [2017.10~2018.01]
- tvN 작업실 (2019)